# Veliki prirezan ikozidodekaeder
| Veliki prirezan ikozidodekaeder                   | Veliki prirezan ikozidodekaeder                      |
| ------------------------------------------------- | ---------------------------------------------------- |
|                                                   |                                                      |
| Vrsta                                             | uniformni zvezdni polieder                           |
| Elementi                                          | F = 92, E = 150, V =60 ({\displaystyle \chi \,} = 2) |
| Stranske ploskve po stranicah                     | (20+60){3}+12{5/2}                                   |
| Wythoffovi simboli                                | \| 2 5/2 3                                           |
| Simetrijska grupa                                 | I, [5,3]+, 532                                       |
| Bowerjeva okrajšava                               | Gosid                                                |
| Sklici                                            | U57, C88, W116                                       |
| veliki petstrani heksekontaeder (dualni polieder) | 34.5/2 slika oglišč                                  |

Veliki prirezan ikozidodekaeder je nekonveksni uniformni polieder z oznako (indeksom) U57. Lahko se ga prikaže tudi s Schläflijevim simbolom s{5/2,3} ali s Coxeter-Dinkinovim diagramom .
Ta polieder je prirezan član družine, ki vključuje še veliki ikozaeder, veliki zvezdni ikozaeder ter veliki ikozaeder.

## Kartezične koordinate
Kartezične koordinate oglišč velikega prirezanega ikozaedra so vse parne permutacije vrednosti 
(±2α, ±2, ±2β),
(±(α−βτ−1/τ), ±(α/τ+β−τ), ±(−ατ−β/τ−1)),
(±(ατ−β/τ+1), ±(−α−βτ+1/τ), ±(−α/τ+β+τ)),
(±(ατ−β/τ−1), ±(α+βτ+1/τ), ±(−α/τ+β−τ)) in
(±(α−βτ+1/τ), ±(−α/τ−β−τ), ±(−ατ−β/τ+1)),
s parnim številom pozitivnih predznakov. Pri tem je
α = ξ−1/ξ
in
β = −ξ/τ+1/τ2−1/(ξτ),
where τ = (1+√5)/2 je  zlati rez in
ξ je negativna realna ničla ničla funkcije ξ3−2ξ=−1/τ ali približno −1,5488772.
Če pa vzamemo samo lihe permutacije zgornjih koordinat z  lihimi predznaki, dobimo drugo enanciomorfno obliko .